# St. Lawrence Saints
St. Lawrence Saints är en idrottsförening tillhörande St. Lawrence University och har som uppgift att ansvara för universitetets idrottsutövning.

## Idrotter
Saints deltager i följande idrotter:
| Herrar - Alpin skidsport - Amerikansk fotboll - Baseboll - Basket - Fotboll - Friidrott - Golf - Ishockey - Lacrosse - Nordisk skidsport - Ridsport - Rodd - Simhopp - Simning - Squash - Tennis - Terränglöpning | Damer - Alpin skidsport - Basket - Fotboll - Friidrott - Golf - Ishockey - Lacrosse - Nordisk skidsport - Landhockey - Ridsport - Rodd - Simhopp - Simning - Softboll - Squash - Tennis - Terränglöpning - Volleyboll |

## Idrottsutövare

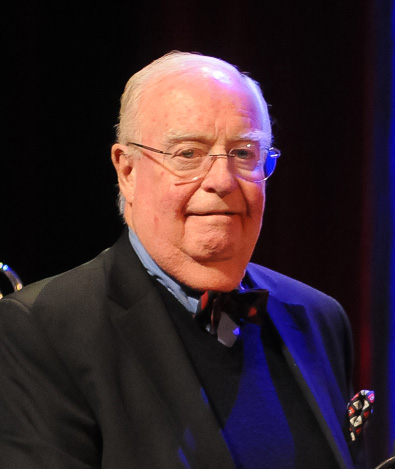
Bill Torrey.

| Ishockey - Drew Bagnall - Gavin Bayreuther - Brandon Bollig - Matt Carey - Isabelle Chartrand - Dale Clarke - Ryan Glenn - Gina Kingsbury - Éric Lacroix - Daniel Laperrière | - Peter Lappin - Kennedy Marchment - Mike McKenna - Kevin O'Shea - Rich Peverley Idrottsledare - Mike Keenan - Jacques Martin - Randy Sexton - Ray Shero - Bill Torrey |